# Mon fils (série télévisée)
Pour les articles homonymes, voir Mon fils.
Mon fils est une mini-série québécoise en six épisodes de 46 minutes écrite par Anne Boyer et Michel d'Astous et réalisée par Mariloup Wolfe.
La série est disponible sur la plateforme Club Illico depuis le 12 mars 2020. Elle a par la suite été diffusée à TVA du 14 septembre au 19 octobre 2020.
La série est sélectionnée pour participer au Festival du film de Berlin de 2021 dans le cadre de la Berlinale Series Market,.

## Synopsis
La série s'intéresse à Jacob, un jeune étudiant sportif de 18 ans qui développe une schizophrénie. Cela affecte sa vie, mais également celle de ses parents et celle de sa sœur.

## Distribution
- Antoine L'Écuyer : Jacob Fortin
- Élise Guilbault : Marielle Bilodeau
- Patrice Godin : Vincent Fortin
- Émilie Bierre : Laurence Fortin
- Mehdi Bousaidan : Raïd Bouhidel
- Luc Senay : Dr Jean-Christophe Landry
- René Richard Cyr : Lucien Tanguay
- Dominique Pétin : Geneviève Ducharme
- Hélène Major : Francine Taylor
- Paul Ahmarani : François
- Lili-Ann De Francesco : Andrea Herrero
- Irdens Exantus : Sydney Célestin
- Robert Montcalm : Hughes
- Patrick Goyette : Nicolas Durand
- Kathleen Fortin : Josée Plante

## Fiche technique
- Titre original : Mon fils
- Création : Anne Boyer et Michel d'Astous
- Réalisation : Mariloup Wolfe
- Scénario : Anne Boyer et Michel d'Astous
- Musique : Jean-Phi Goncalves
- Production : Anne Boyer et Michel d'Astous
- Société de production : Québecor Contenu et Duo Productions
- Pays d'origine :  Canada

- Langue d'origine : français
- Format : couleur
- Genre : drame
- Durée : 46 minutes
- Dates de première diffusion :
  - Québec : 12 mars 2020 sur Club Illico ; 14 septembre 2020 à TVA

## Épisodes
1. L'aveuglement
2. Le choc
3. La fuite
4. La révolte
5. Le rétablissement
6. L'espoir

## Accueil

### Audiences
| № | Première diffusion | Cotes d'écoute  | Cotes d'écoute | Rang semaine |
| - | ------------------ | --------------- | -------------- | ------------ |
| 1 | 14 septembre 2020  | en stagnation   | 937 000        | 11e          |
| 2 | 21 septembre 2020  | en diminution   | 934 000        | 13e          |
| 3 | 28 septembre 2020  | en diminution   | 877 000        | 19e          |
| 4 | 5 octobre 2020     | en augmentation | 1 004 000      | 8e           |
| 5 | 12 octobre 2020    | en diminution   | 953 000        | 17e          |
| 6 | 19 octobre 2020    | en augmentation | 1 040 000      | 9e           |

### Distinctions

#### Récompenses
- Prix Gémeaux 2020 : Meilleur premier rôle masculin : Série dramatique (Antoine L’Écuyer)[11]

#### Nominations
- Prix Gémeaux 2020[12] : 
  - Meilleure réalisation : série dramatique
  - Meilleur texte : série dramatique
  - Meilleur son : fiction
  - Meilleur premier rôle féminin : série dramatique (Élise Guilbault)